# Forță intramoleculară
O forță intramoleculară sau o interacție intramoleculară este orice fel de interacțiune sau forță care ține legați doi sau mai mulți atomi, formându-se astfel o moleculă sau un compus chimic.  Acestea sunt mai puternice decât forțele intermoleculare, care sunt prezente între atomii sau moleculele care nu sunt de fapt legați între ei. 

## Tipuri
Există trei tipuri principale de forțe intramoleculare:
- Legătura ionică
- Legătura covalentă
- Legătura metalică